# Meia Maratona de São Bernardo do Campo
Meia Maratona de São Bernardo do Campo, ou Meia Maratona de SBC, é uma das principais meias maratonas do calendário de corridas de rua estadual e nacional. A prova é disputada entre as principais vias do município de São Bernardo do Campo, dando uma volta pela cidade, passando pelas vias mais famosas como a Avenida Kennedy, Avenida Senador Vergueiro e a temida subida da Avenida Piraporinha. Possui uma boa qualidade técnica entre os participantes, com a participação histórica de excelentes atletas brasileiros e alguns africanos. A prova tem a fama de uma das mais pesadas por seu elevado grau de dificuldade em relação a subidas e descidas. O percurso foi mudando em algumas edições.

## Vencedores
| Ano  | Masculino                   | Tempo     | Feminino                    | Tempo     | Ref    |
| ---- | --------------------------- | --------- | --------------------------- | --------- | ------ |
| 2003 | Willian Gomes Amorin        | 01:05:37  | Marizete de Paula Rezende   | 01:14:18* | [ 1 ]  |
| 2004 | Gilson Rodrigues Miranda    | 01:05:27  | Marily dos Santos           | 01:18:21  | [ 2 ]  |
| 2005 | Aleudo Francisco dos Santos | 01:05:47  | Maria Lúcia Moraes          | 01:20:58  | [ 3 ]  |
| 2006 | Alan Wendell Bonfin Silva   | 01:06:31  | Marlene Teixeira dos Santos | 01:19:47  | [ 4 ]  |
| 2007 | Genilson Junio da Silva     | 01:05:35  | Marizete de Paula Rezende   | 01:15:19  | [ 5 ]  |
| 2008 | Cosme Ancelmo de Souza      | 01:05:03* | Luizia de Souza Pinto       | 01:16:57  | [ 6 ]  |
| 2009 | Ayele Mergersa Feisa        | 01:06:07  | Birhane Hirpasa Geletu      | 01:16:36  | [ 7 ]  |
| 2010 | Giovane dos Santos          | 01:05:52  | Jepkurui Nelly              | 01:18:16  | [ 8 ]  |
| 2011 | Paul Koech Kimutai          | 01:05:39  | Chemuitai Rionotukei        | 01:19:58  | [ 9 ]  |
| 2012 | Kimosop Kiprono             | 01:05:14  | Consolata Cherotich         | 01:19:46  | [ 10 ] |
| 2013 | Carlos Moreira dos Santos   | 01:10:56  | Adriana Domingues da Silva  | 01:26:51  | [ 11 ] |
| 2014 | Joaquin de Souza Sobrinho   | 01:12:03  | Maria dos Remédio Castro    | 01:25:37  | [ 12 ] |
| 2015 | Raphael Magalhães           | 01:09:34  | Maria Bernadete Cabral      | 01:24:49  | [ 13 ] |

*Recorde da prova

## Ver Também
• Meia Maratona A tribuna
• Meia Maratona de Santo André
• Corrida Internacional de São Silvestre